# Sarpourenx
Sarpourenx is een gemeente in het Franse departement Pyrénées-Atlantiques (regio Nouvelle-Aquitaine) en telt 258 inwoners (2005). De plaats maakt deel uit van het arrondissement Pau.

## Geografie
De oppervlakte van Sarpourenx bedraagt 3,3 km², de bevolkingsdichtheid is 78,2 inwoners per km².
De onderstaande kaart toont de ligging van Sarpourenx met de belangrijkste infrastructuur en aangrenzende gemeenten.

## Demografie
Onderstaande figuur toont het verloop van het inwonertal (bron: INSEE-tellingen).